# Flockina von Platen
Flockina von Platen, gebürtig Ehrentraut von Platen (* 14. Mai 1903 in Stolp; † 26. November 1984 in Berlin), war eine deutsche Schauspielerin.

## Leben
Ihre Eltern waren Hartwig von Platen und Luise (Lucie) Schwartze, Tochter des Alvin Schwartze und der Luise Berg. Diese Ehe wurde geschieden und die Mutter heiratete später den Bildhauer Hans Weddo von Glümer. Der Vater war Künstler und zuvor aktiver Offizier, zuletzt Hauptmann, Ehrenritter des Johanniterordens und stammte aus der Familienlinie Gantikow-Mechow der brandenburgischen Uradelsfamilie     von Platen ab.
Nach dem Abschluss des Lyzeums nahm Flockina von Platen Schauspielunterricht bei Ilka Grüning und Lucie Höflich. 1927 gab sie mit dem Stück Theo macht alles ihr Debüt als Theaterschauspielerin an den Berliner Barnowsky-Bühnen, wo sie auch ihr erstes Engagement erhielt. Es folgten Engagements an anderen Berliner Theatern (Tribüne, Volksbühne) sowie zwischen 1927 und 1933 mehrere Südamerika-Tourneen. 
Bereits 1919 gab Flockina von Platen in dem Kriminalfilm Der Dolch des Malayen ihr Spielfilmdebüt. Ihre eigentliche Filmkarriere begann jedoch erst zwölf Jahre später mit Hans Steinhoffs Rennfahrer-Kriminalfilm Die Pranke. Sie spielte neben Heinz Rühmann in Strich durch die Rechnung, neben Lilian Harvey in Robert Siodmaks Komödie Quick, in Douglas Sirks Romanze Das Hofkonzert, im Historienfilm Der große König sowie in Hans Steinhoffs nationalsozialistischem Propagandafilm Ohm Krüger. 1945 endete ihre insgesamt 26 Jahre und 17 Produktionen umfassende Filmkarriere.
Sie war von 1923 bis 1927 mit dem Kammersänger Walter Kirchhoff verheiratet. Flockina führte danach wieder ihren Geburtsnamen.

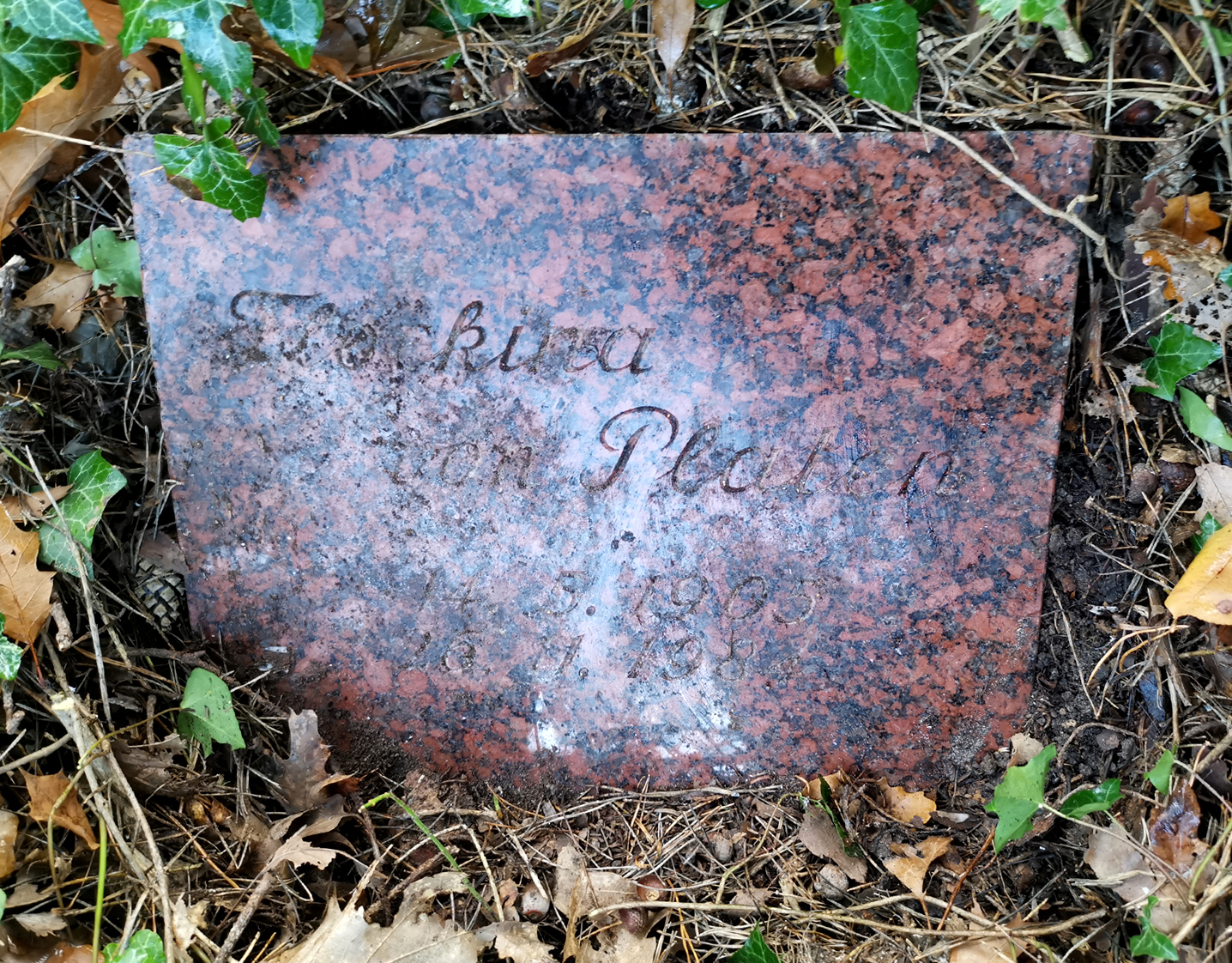
Grabstelle auf dem Friedhof Heerstraße in Berlin-Westend

Flockina von Platen starb im November 1984 im Alter von 81 Jahren in Berlin. Ihr Grab befindet sich auf dem landeseigenen Friedhof Heerstraße in Berlin-Westend (Grablage: II-W9-313).

## Filmografie
- 1919: Der Dolch des Malayen
- 1931: Die Pranke
- 1931: Fräulein – falsch verbunden
- 1932: Quick
- 1932: Strich durch die Rechnung
- 1932: Die Gräfin von Monte Christo
- 1933: Was wissen denn Männer
- 1935: Der Ammenkönig
- 1936: Das Hofkonzert
- 1938: Die kleine und die große Liebe
- 1939: Heimatland
- 1939: Ein ganzer Kerl
- 1939: Nanette
- 1940: Was will Brigitte?
- 1940: Kora Terry
- 1940/42: Der große König
- 1941: Ohm Krüger
- 1945: Erzieherin gesucht